# Aidan Buttigieg
Aidan Buttigieg (Mulgrave, 18 juli 1997) is een Australisch-Maltees wielrenner.

## Carrière
In 2022 wisselde Buttigied van een Australische naar een Maltese licentie. In augustus van dat jaar nam hij namens Malta deel aan de Gemenebestspelen.
Als stagiair bij Team Polti Kometa nam hij in het najaar van 2024 deel aan een drietal Italiaanse eendagskoersen. In 2025 werd hij prof bij dezelfde ploeg, die inmiddels met Visit Malta een nieuwe naamsponsor had gevonden.

## Palmares

### Overwinningen
2023
 Maltees kampioen tijdrijden, Elite
 Maltees kampioen op de weg, Elite
2024
 Maltees kampioen tijdrijden, Elite
 Maltees kampioen op de weg, Elite
2025
 Maltees kampioen tijdrijden, Elite
 Maltees kampioen op de weg, Elite

### Resultaten in voornaamste wedstrijden
| Jaar |  | WK op de weg |
| ---- |  | ------------ |
| 2023 |  | opgave       |

## Ploegen
- 2022 –  Nero Continental
- 2023 –  St George Continental Cycling Team (vanaf 11 augustus)
- 2024 –  St George Continental Cycling Team
- 2024 –  Team Polti Kometa (stagiair vanaf 1 augustus)
- 2025 –  Team Polti VisitMalta

Aitken · Borrie · Buttigieg · Cooper · Crome · Fleming · Galea · Harrigan · Haydon-Smith · Ivory · Kergozou · Ludman · Mawditt · McGovern · McInnes · Medway · Pithie · Reardon · Rees · Rice · Sens · Short · Sunderland
Sjabloon:Navigatie selectie wielerploeg/St George Continental Cycling Team 2024
D. Bais · M. Bais · De Cassan · Double · Fabbro · Fetter · Garosio · Gómez · Lonardi · Maestri · Á. Martín · D. Martín · Muñoz · Peñalver · Pietrobon · Piganzoli · Restrepo · Serrano · Sevilla · Tercero · Bagnara (stagiair) · Buttigieg (stagiair)  · Raccagni (stagiair)